# Неймеген (футбольний клуб)
НЕК «Неймеген» (нід. Nijmegen Eendracht Combinatie) — нідерландський футбольний клуб з міста Неймеген.

## Історія
Заснований в 1900 році. За свою 110-річну історію НЕК п'ять разів опинявся у фіналі Кубка країни (у 1973, 1983, 1994, 2000, 2024 роках) і один раз на п'ятому місці в чемпіонаті Голландії (у 2003 році). 
Успіхи клубу НЕК 2006—2009 років нерозривно пов’язані з ім’ям тренера Маріо Бена. Він зробив великий внесок у розвиток «Неймегена» і вивів команду в 1/16  фіналу Кубка УЄФА в сезоні 2008–09. 3 грудня 2008 року, футбольна команда з Неймегена грала із московським «Спартаком» в рамках четвертого туру групового етапу Кубка УЄФА. Для цього голландським футболістам довелося прилетіти до Москви, адже гра проходила в «Лужниках». Попри те, що Неймеген — невелике місто, уболівальників на матч прибуло досить багато. Гра пройшла без ексцесів з боку уболівальників. НЕК «Неймеген» виграв у «Спартака» з рахунком 2:1, чим забезпечив собі вихід в плей-оф Кубка УЄФА. Основну напругу гра отримала під кінець, коли голландці зрівняли рахунок, а потім завдали вирішального удару по воротах «Спартака» і забили другий гол. У складі команди виступали: воротар Габор Бабош, Даніель Фернандес – колишній гравець донецького «Металурга», Лоренцо Давідс, племінник відомого сурінамця Едгара Давідса, і, мабуть, найсильніший гравець, — нападник Коллінз Джон. Аналітики називали клуб «Неймеген» «темною конячкою» і «міцним горішком».
Цікавий факт: відомий тренер Гус Хіддінк так само тісно пов'язаний з клубом НЕК — він три сезони (1978—1981 років) грав у складі команди НЕК «Неймеген».

## Досягнення
Кубок Нідерландів
Фіналіст (5): 1973, 1983, 1994, 2000, 2024
Еерсте
Чемпіон (1): 1975
Друге місце (2): 1967, 1994

## Виступи в єврокубках
| Сезон   | Змагання               | Раунд   | Країна    | Клуб            | Вдома | На виїзді | В сукупності |
| ------- | ---------------------- | ------- | --------- | --------------- | ----- | --------- | ------------ |
| 1983–84 | Кубок володарів кубків | 1Р      | Норвегія  | Бранн           | 1–1   | 1–0       | 2–1          |
|         |                        | 2Р      | Іспанія   | Барселона       | 2–3   | 0–2       | 2–5          |
| 2003–04 | Кубок УЄФА             | 1Р      | Польща    | Вісла Краків    | 1–2   | 1–2       | 2–4          |
| 2008–09 | Кубок УЄФА             | 1Р      | Румунія   | Динамо Бухарест | 1–0   | 0–0       | 1–0          |
|         |                        | Група D | Хорватія  | Динамо Загреб   |       | 2–3       | 3-є місце    |
|         |                        | Група D | Англія    | Тоттенгем       | 0–1   |           | 3-є місце    |
|         |                        | Група D | Росія     | Спартак Москва  |       | 2–1       | 3-є місце    |
|         |                        | Група D | Італія    | Удінезе         | 2–0   |           | 3-є місце    |
|         |                        | 3Р      | Німеччина | Гамбург         | 0–3   | 0–1       | 0–4          |